# Arecidae
Sous-classe
Classification APG II (2003)
Classification APG III (2009)
Les Arecidae sont une sous-classe de plantes monocotylédones.
Dans la classification classique de Cronquist (1981), elle est divisée en quatre ordres :
- Arales
- Arecales
- Cyclanthales
- Pandanales

En classification phylogénétique APG II (2003) et classification phylogénétique APG III (2009) cette sous-classe n'existe pas.